# Dan Amboyer

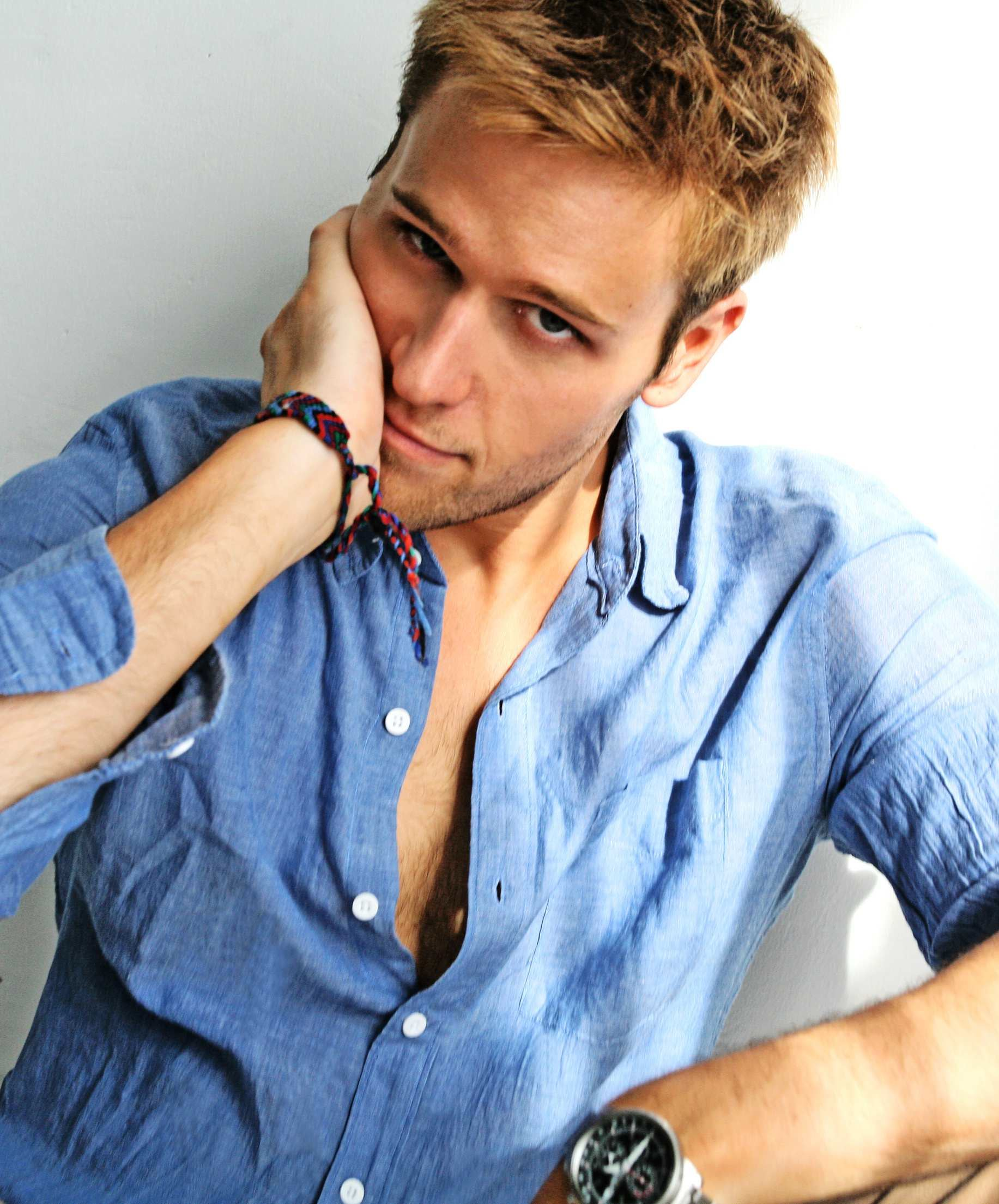
Dan Amboyer

Dan Amboyer (* 28. Dezember 1985 in Detroit, Michigan) ist ein US-amerikanischer Schauspieler, vor allem bekannt durch seine Verkörperung des William, Prince of Wales im Fernsehfilm William & Kate: A Royal Love Story im Jahr 2011.

## Leben und Karriere
Dan Amboyer wurde als Sohn des Ehepaares Claudia und Dr. Donald Amboyer in Detroit geboren. Er besuchte die The Roeper School und arts high school Interlochen Arts Academy. Später studierte er an der Carnegie Mellon School of Drama.
Nachdem Amboyer zuerst vorwiegend am Off-Broadway auftrat, sammelte er ab 2007 erste Erfahrungen mit Auftritten in Fernsehserien. Er absolvierte unter anderem Gastauftritte in Law & Order, All My Children, Body of Proof, Graceland sowie Unforgettable. Im Jahr 2011 wurde er für die Rolle des Prince William im Fernsehfilm William & Kate: A Royal Love Story des Senders Hallmark Channel besetzt. Zwischen 2015 und 2016 hatte er eine Nebenrolle in der Serie Younger inne. Seine nächste größere Rolle war die des Daniel, eines Callboys, im The Blacklist-Spin-off The Blacklist: Redemption.
Am 7. Oktober 2017 heiratete Dan Amboyer seinen Partner Eric P. Berger in New York City. Am 13. Dezember 2019 wurden die beiden Eltern eines Sohnes.

## Filmografie (Auswahl)
- 2007: Law & Order (Fernsehserie, Folge 17x17)
- 2008: All My Children
- 2011: Body of Proof (Fernsehserie, Folge 1x05)
- 2011: William & Kate: A Royal Love Story (Fernsehfilm)
- 2013: Inside Amy Schumer (Fernsehserie, Folge 1x04)
- 2013: Graceland (Fernsehserie, Folge 1x07)
- 2013: Person of Interest (Fernsehserie, Folge 3x01)
- 2014: Unforgettable (Fernsehserie, Folge 3x03)
- 2015–2016: Younger (Fernsehserie, 15 Folgen)
- 2017: The Blacklist: Redemption (Fernsehserie, 5 Folgen)
- 2019: Hawaii Five-0 (Fernsehserie, Folge 10x09)
- 2022: Der Denver-Clan (2017) (Fernsehserie, 2 Folgen)